# Castell de Passanant
El Castell de Passanant és situat en un turonet a l'extrem nord de Passanant, municipi de Passanant i Belltall (Conca de Barberà). Actualment es conserven els fonaments, alguns trams de murs d'una torre, una cisterna i una sitja. L'any 2008 es va dur a terme una consolidació i restauració. És declarat bé cultural d'interès nacional.

## Història
La primera notícia de l'indret de Passanant ens la proporciona un document del segle xi (1079-1080), en una escriptura en què Ramon Berenguer II donà a Bernat Amat la quadra del Poal, situada dins el terme del castell de Forès; entre les afrontacions territorials d'aquesta quadra s'esmenta el «termino de Passanant».
En un document del 1123 apareix documentat per primera vegada el castell de Passanant. Segons aquest document, els germans Ponç i Ramon de Cervera arriben a un acord respecte a la residència en aquest castell que consisteix que l'un i l'altre hi viurien alternativament cada any, però els dos tindrien el dret d'entrar-hi i sortir-hi quan volguessin. Poc després, segons Miret i Sans, el domini senyorial sobre Passanant passà a la família Òdena, atès que el 1152, Ramon Guillem d'Òdena l'infeudà a Guillem de Castellar. Els Cervera, però, com a senyors eminents del lloc, mantingueren uns certs drets, com demostren diversos documents de la segona meitat del segle xii. Per exemple, el 1172, Ramon de Cervera feu testament llegant al seu fill Pere el «castrum de Passanant» amb tots els seus drets i béns que passarien al seu altre fill, Guillem de la Guàrdia Lada en cas de mort sense descendència de Pere. Aquesta circumstància es degué produir, ja que el 1202, Guillem de la Guàrdia Lada donà al monestir de Santes Creus alguns dels drets que posseïa al lloc i castell de Passanant.
El 1234 Guillem llegà a la seva filla Mateua, casada amb Galceran de Pinós, tota la senyoria que ell posseïa al castell de Passanant i molts d'altres castells de la contrada. A la seva mort, tots els béns de Mateua passaren a la seva germana Gueraua, priora del convent d'Alguaire, la qual el 1261 va donar tots els drets que ella tenia sobre Passanant a l'orde de l'Hospital. Alhora, la seva mare Marquesa, traspassà també els seus drets al mateix orde, uns anys més tard. Els Hospitalers aconseguiren a més del castell, tota la jurisdicció sobre aquest indret mitjançant la compra que el gran prior de Catalunya, Guillem de Guimerà, feu a l'infant Joan el 1380. Fins al 1406 el castell i el lloc de Passanant estigué incorporat al patrimoni de la comanda de Cervera i, posteriorment, passà a la de Barcelona, en la qual restà fins a l'extinció de les senyories al segle xix.
El 1661 es té notícia que el castell estava enderrocat.
Excavat el 1990 pel Servei d'Arqueologia de la Generalitat i el 1999 per Joan Josep Menchon.

## Descripció

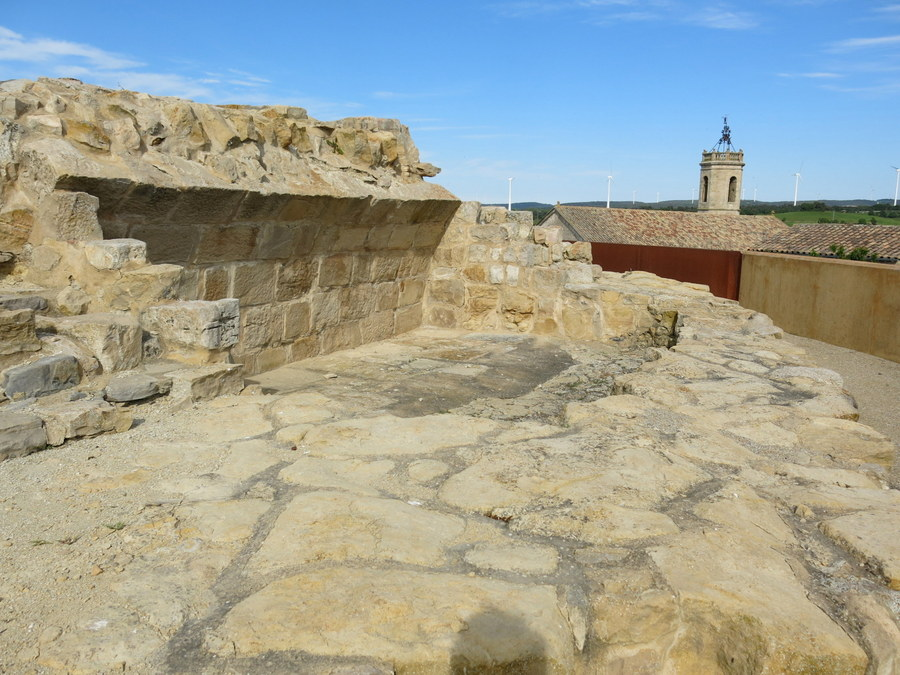
Castell de Passanant (2017)

Són visibles alguns fragments de parets i algunes pedres que permeten de reconstruir-ne d'una forma aproximada la planta quadrangular. La paret més ben conservada és la situada al nord-est, que havia de tenir una longitud d'almenys 8 metres. Amb dificultat s'endevina per on passava la paret del nord-oest, que havia de tenir una longitud de semblant. Finalment, hom troba algunes pedres de la paret del sud-oest fins a uns 6 metres de l'angle occidental. A la banda sud-est, hi ha una construcció que pot correspondre a una cisterna que fa uns 3 metres de llarg per uns 2 d'ample. El mur nord-est, el més ben conservat, té una fonamentació que sobresurt més, feta de carreus petits. Per sobre hi ha la paret que és feta de carreus grossos dels quals només es conserven dues filades. En principi no se sap si aquests dos aparells corresponen a construccions en dos moments constructius diferents. Es pot datar el castell entre els segles xii i xiii.